# 텔아비야드

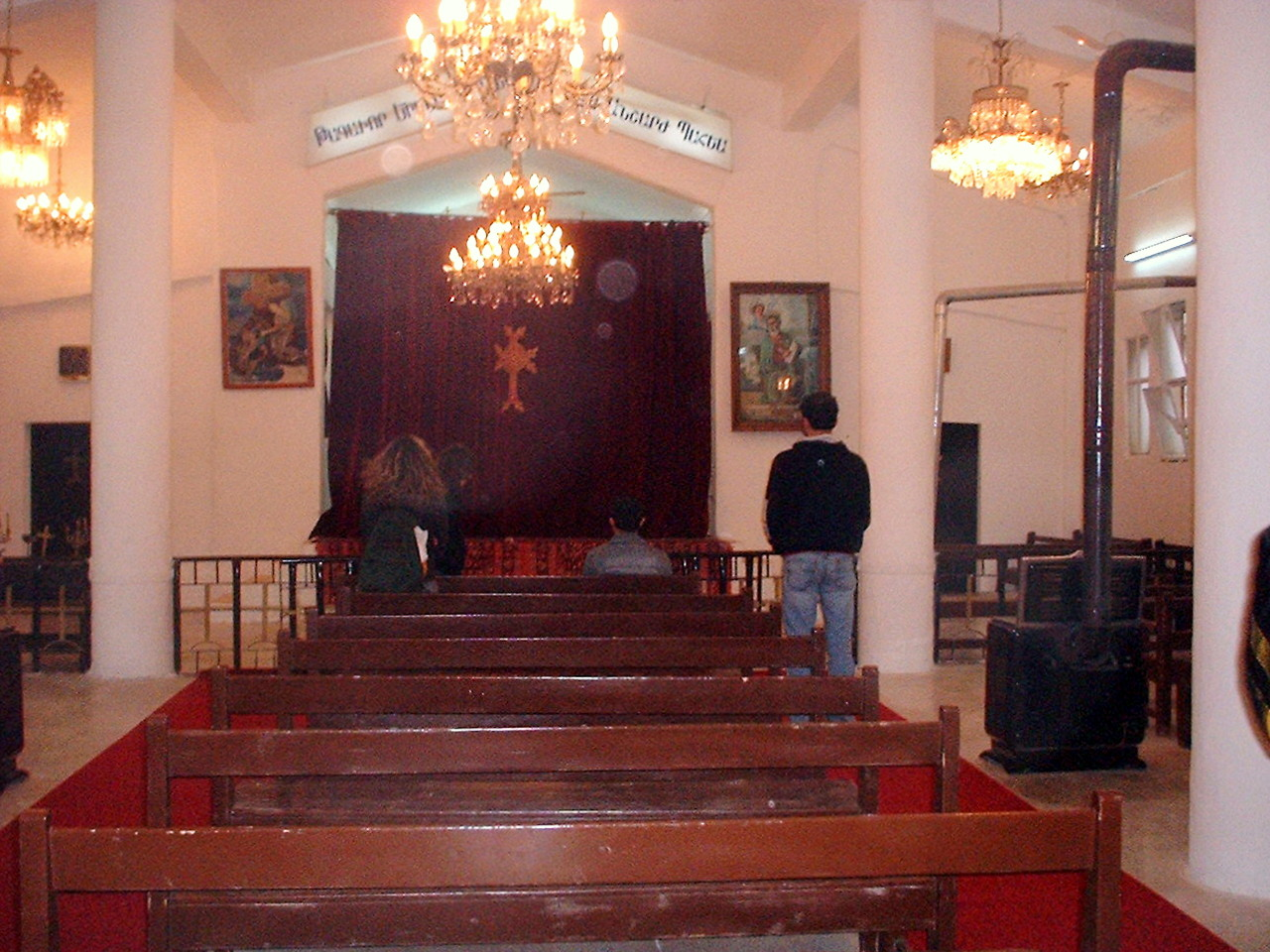

텔아비야드(Tell Abyad)는 시리아 북부에 위치한 로자바의 도시이며, 코바니의 동쪽에 있다. 2015년 6월에 쿠르드족이 차지했다. 주민은 아랍인과 쿠르드인이다. 로자바에서는 코바니 주의 자치 지역으로 통치하고 있다.